# 前47年
| 千纪： | 前1千纪 |
| 世纪： | 前2世纪 \| 前1世纪 \| 1世纪                                                                                |
| 年代： | 前70年代 \| 前60年代 \| 前50年代 \| 前40年代 \| 前30年代 \| 前20年代 \| 前10年代                           |
| 年份： | 前52年 \| 前51年 \| 前50年 \| 前49年 \| 前48年 \| 前47年 \| 前46年 \| 前45年 \| 前44年 \| 前43年 \| 前42年 |
| 纪年： | 西汉初元二年                                                                                               |

## 大事记
- 古埃及
  - 克利奥帕特拉七世令其弟（托勒密十四世）为共治者。

## 出生
- 6月23日--埃及托勒密十五世出生，他是凯撒和克麗歐佩特拉七世之子。

## 逝世
- 1月13日--古埃及法老托勒密十三世淹死在尼罗河。